# Heinrich Thon (Verwaltungsjurist)
Heinrich Thon (* 17. August 1872 in Neumünster; † 8. Juli 1939 in Kiel) war ein deutscher Verwaltungsjurist.

## Leben
Heinrich Thon studierte ab 1892 an der Kaiser-Wilhelms-Universität Straßburg und der Friedrich-Wilhelms-Universität zu Berlin Rechts- und Kameralwissenschaft. Am 17. Dezember 1892 wurde er im Corps Rhenania Straßburg recipiert. Nach bestandenem Staatsexamen im Juni 1895 und anschließendem Vorbereitungsdienst bestand er am 14. Dezember 1901 die Prüfung als Regierungsassessor wirkte er von 1908 bis 1918 als Landrat in Marienberg (Oberwesterwaldkreis), 1918–1919 in gleicher Funktion in Diez (Unterlahnkreis). Im April 1919 übernahm er dann kommissarisch die Verwaltung der Polizeidirektionsstelle in Wiesbaden, ehe er von den französischen Besatzungsbehörden ausgewiesen wurde.
Von 1920 bis 1932 war Thon als Oberpräsidialrat und Vizepräsident am Oberpräsidium der Provinz Schleswig-Holstein unter dem  sozialdemokratischen Oberpräsidenten Heinrich Kürbis tätig. Beim Preußenschlag setzte ihn das Kabinett Papen 1932 als Oberpräsidenten der Provinz Schleswig-Holstein ein; bereits am 25. März 1933 musste er diesen Posten aber an den NSDAP-Gauleiter Hinrich Lohse abtreten.